# 브뤼에라비시에르

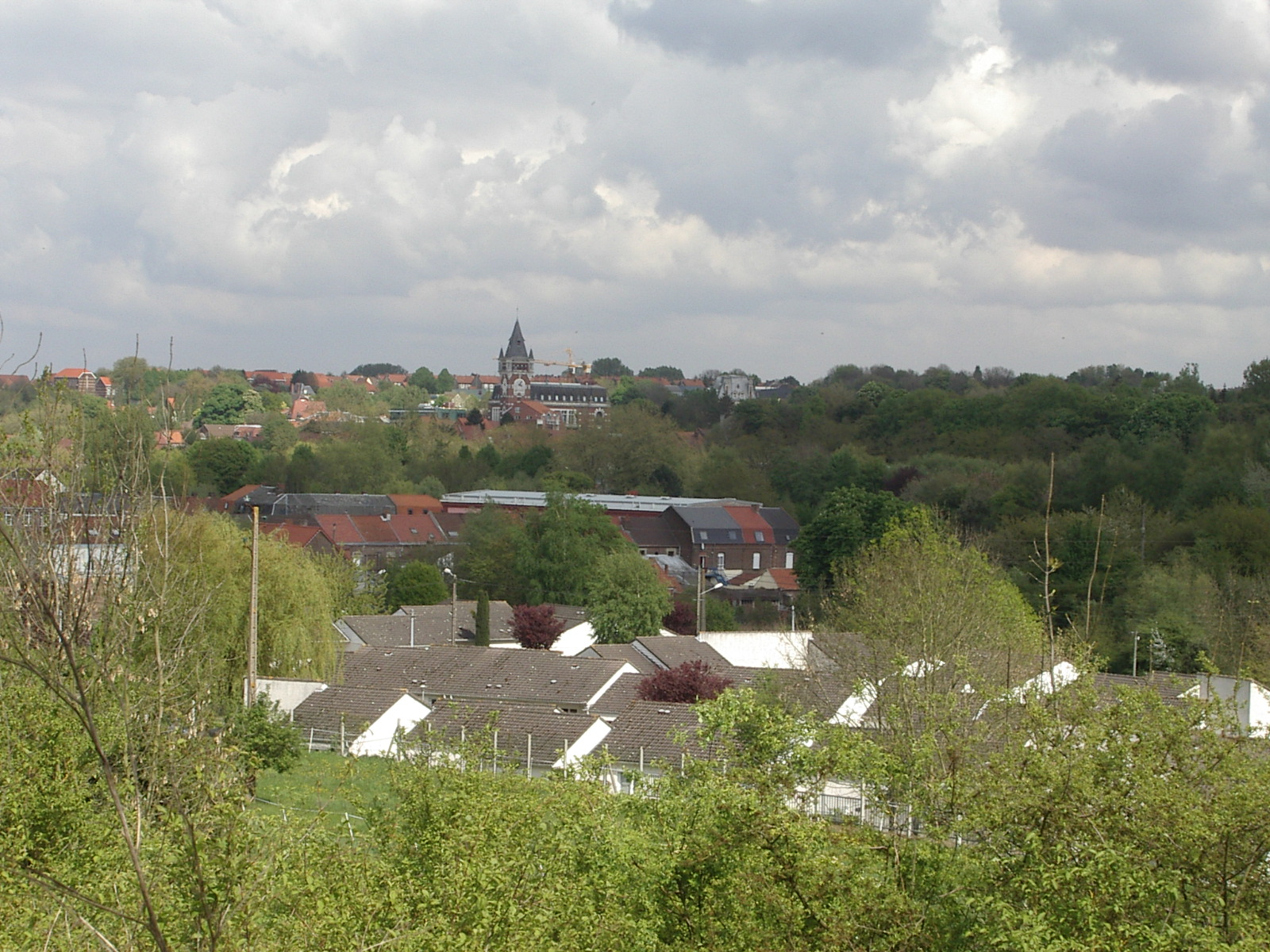
브뤼에라비시에르

브뤼에라비시에르(프랑스어: Bruay-la-Buissière)는 프랑스 노르파드칼레 파드칼레주에 위치한 도시로 면적은 16.35km2, 인구는 23,621명(2009년 기준), 인구 밀도는 1,400명/km2이다.

시 문장

## 인구
| 연도 | 인구   | ±%    |
| ---- | ------ | ----- |
| 1962 | 30,982 | —     |
| 1968 | 32,341 | +4.4% |
| 1975 | 29,435 | −9.0% |
| 1982 | 26,649 | −9.5% |
| 1990 | 24,927 | −6.5% |
| 1999 | 23,998 | −3.7% |
| 2009 | 23,621 | −1.6% |

## 같이 보기
- 파드칼레주의 코뮌 목록